# Terraglione
Terraglione è una frazione del comune italiano di Vigodarzere, nella provincia di Padova, in Veneto.

## Storia
Fino a qualche decennio fa la frazione rappresentava una località periferica di Vigodarzere ed era costituita da varie contrade distinte. Terraglione, in particolare, era il luogo in cui fu eretta la parrocchiale e che in seguito estese il proprio toponimo a tutta la zona. Esso riflette un termine veneto che indica un terrapieno o un argine fluviale.
Più a sud si trovava Salgaro (fitonimo che in veneto significa salice). Qui, da tempo immemorabile, esisteva un ospizio con annessa una chiesa intitolata a san Giacomo il Maggiore, protettore dei pellegrini. Il complesso era posizionato, non a caso, lungo la statale del Santo, l'antica via Aurelia che sin dall'epoca romana collegava Padova ad Asolo. È citato per la prima volta nel 1192, quando Speronella Dalesmanini gli concesse benefici assieme ad altri luoghi sacri.
Scomparso l'ospedale, la chiesa, potendo contare su un beneficio di 160 campi, sopravvisse in qualche modo sino alla metà dell'Ottocento, quando probabilmente fu incamerata dal Demanio e venduta.

## Monumenti e luoghi d'interesse

### Parrocchiale di Sant'Antonio
Come già visto, la più antica chiesa della zona era quella di San Giacomo a Salgaro. Visite pastorali condotte nella prima metà del Seicento constatarono che il luogo sacro era in pessime condizioni e vi si officiava solo una volta l'anno in occasione della festa patronale. Per il resto, gli abitanti frequentavano la chiesa di Vigodarzere, distante circa 5 km.
Nel 1924 il vescovo di Padova Elia Dalla Costa constatò la necessità di costruire una chiesa nella zona: la prima pietra fu posta nel 1928 in località Terraglione. I lavori si conclusero nel 1947, anche se la parrocchia era già stata istituita nel 1939. Nel 1967 la chiesa è stata completata dal centro parrocchiale e dalla scuola materna.
Degno di nota il portale in lamina di rame sbalzata, realizzato nel 1990 da Silvio Pivotto che vi ha raffigurato scene della vita di Sant'Antonio.